# Goldschau (Osterfeld)
Goldschau ist ein Ortsteil der Stadt Osterfeld im Burgenlandkreis in Sachsen-Anhalt.

## Geografie

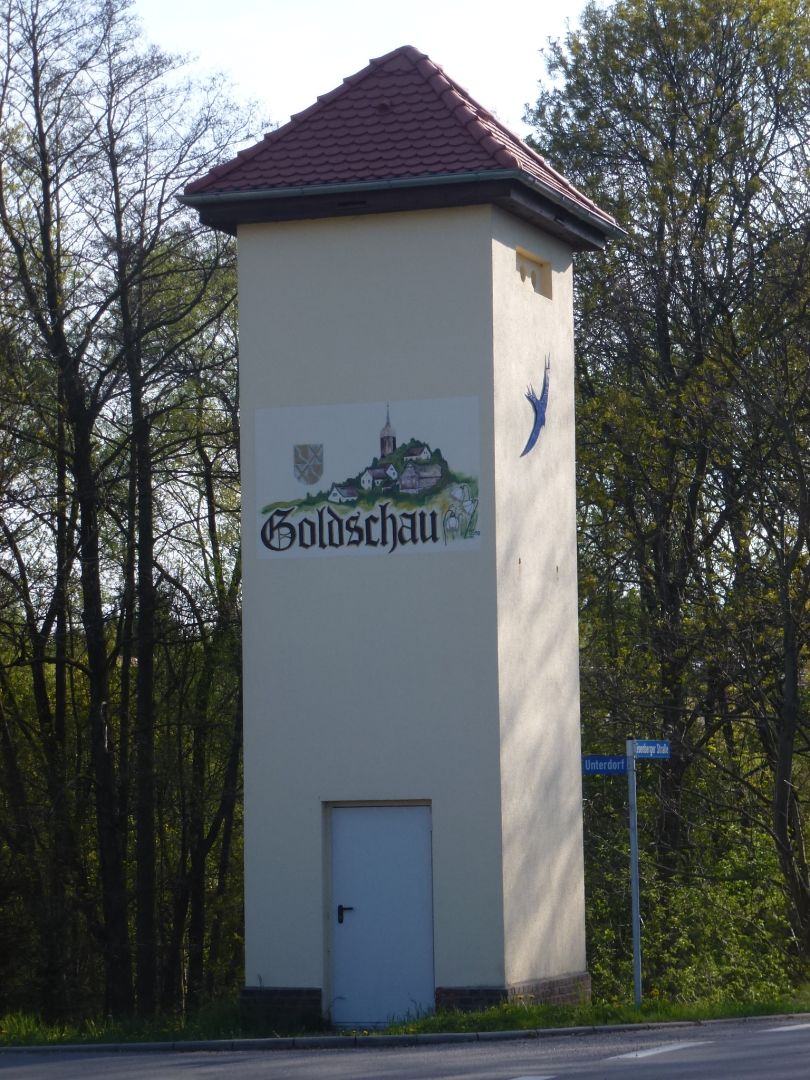
Trafostation am Ortseingang

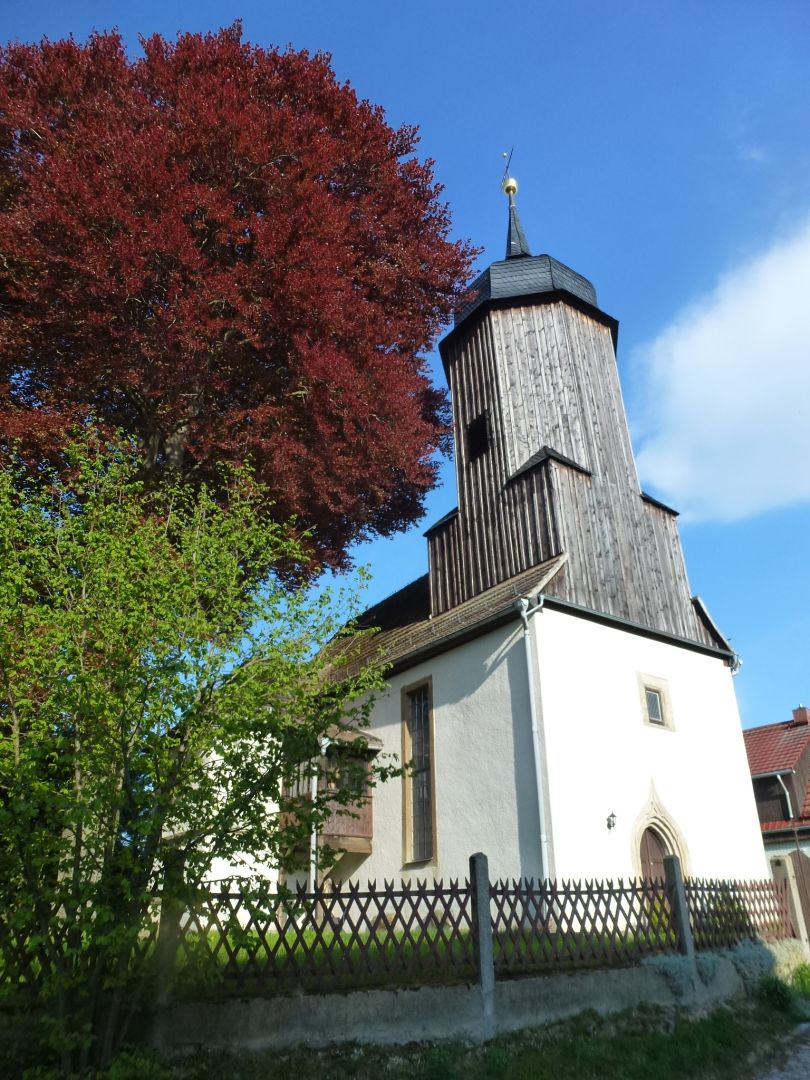
Kirche

Goldschau liegt ca. 12 km südöstlich von Naumburg (Saale) im Tal der Leineweh.
Neben Goldschau gehört auch Kaynsberg zur ehemaligen Gemeinde.

## Geschichte
Die Gemeinde wurde am 5. Juni 1170 erstmals urkundlich erwähnt. Sie lag bis 1815 im sächsischen Amt Weißenfels. Im Ort befindet sich ein Rittergut. Das Rittergut besaß ehemals auch Gerichtsbarkeit. Besitzer waren über die Jahrhunderte mehrere bekannte Adelsfamilien, so ab 1170 die de Colsov, von Tannrode, von Greffe, de Selbwaldige, von Freudenstein, von Schönberg ab 1675, von Erffa ab 1692 und ab 1729 bis zur Enteignung 1945 die von Trotha.
Infolge der Reformation wurde der Ort Sitz eines Pfarramtes, dem auch die Filialkirche in Waldau unterstand. Das älteste Kirchenbuch reicht bis ins Jahr 1572 zurück. Das evangelische Pfarramt bestand von 1541 bis 1969.
1992 wurde das ca. 219 ha umfassende Gebiet zum Naturdenkmal erklärt.
Der Ortsteil Kaynsberg trägt seinen Namen nach dem Geschlecht derer von Kayn. Er wurde auch Kaiserberg genannt, da 1213 Kaiser Otto hier sein Heerlager aufgeschlagen hatte.
Am 1. Januar 2010 wurde die bis dahin selbstständige Gemeinden Goldschau zusammen mit den Gemeinden Heidegrund und Waldau in die Stadt Osterfeld eingemeindet.

## Wappen
Blasonierung: „Geviert von Gold und Schwarz; Feld 1 und 4 ein schwarzer schrägrechts verlaufender Wellenbalken, Feld 2 und 3 ein durchgehendes goldenes Andreaskreuz.“

## Sehenswürdigkeiten

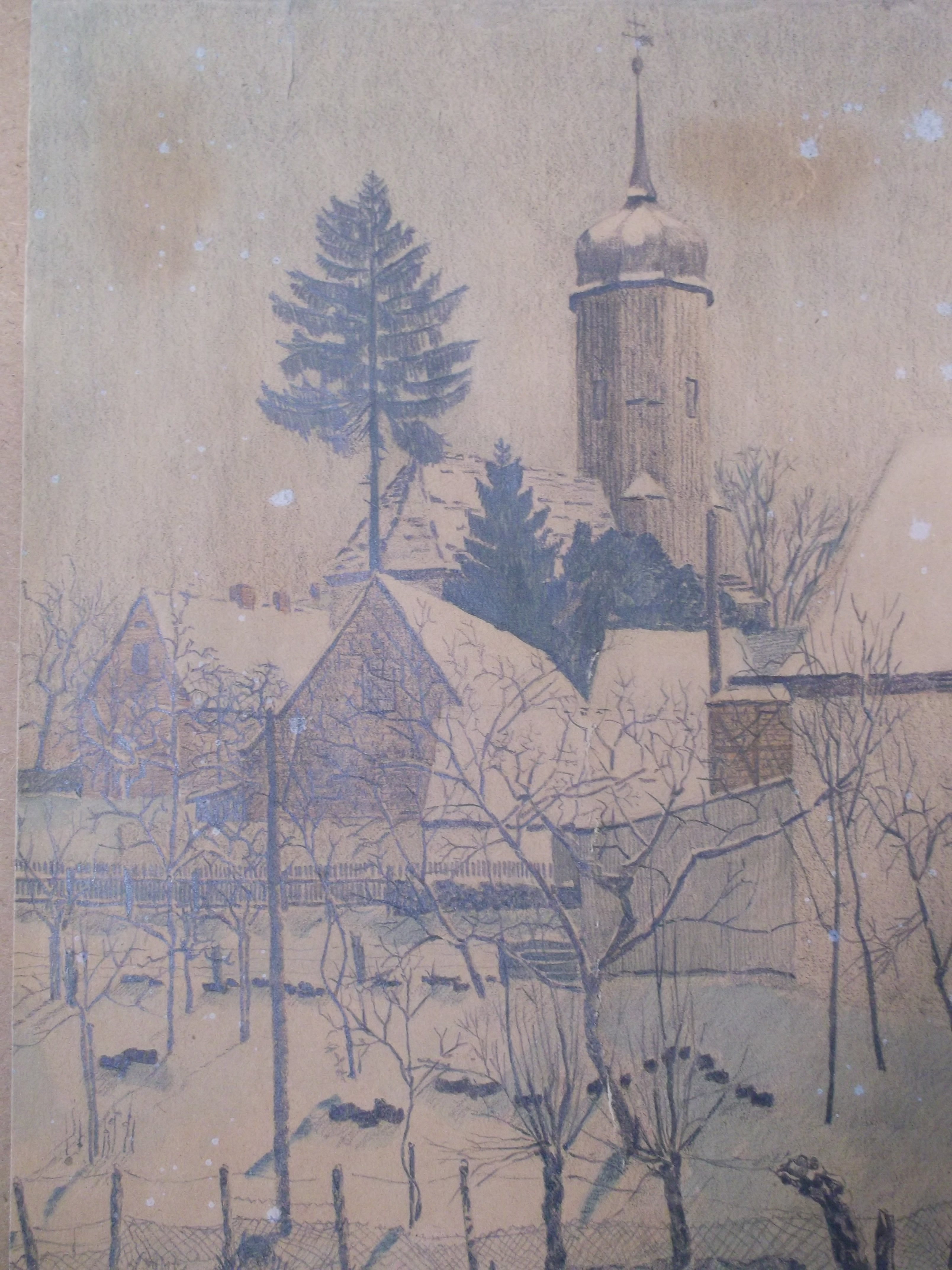
Buntstiftzeichnung von Goldschau aus dem Jahr 1936 mit der Saalkirche im Hintergrund

In Goldschau steht eine spätgotische Saalkirche mit einem dreiseitigen Chorschluss, die einem 1933 entdeckten Inschriftstein am Chor zu entnehmen, aus dem Jahre 1518 stammt. Erbaut wurde die heutige Kirche von Johannes Ling auf den Mauern der ehemaligen romanischen Kapelle, welche seit 1200 an diesem Ort stand.
Unweit des Ortes am Leinewehbach in einem bewaldeten Gebiet gibt es eine Vielzahl der auf der Roten Liste gefährdeter Arten stehenden Märzenbecher. Größere Ansammlungen vergleichbaren Umfanges gibt es eher selten. Dazu zählt der Ziegelrodaer Forst.

## Wirtschaft und Infrastruktur

### Verkehr
Zur Bundesstraße 180, die von Naumburg (Saale) nach Zeitz verläuft, und zur Anschlussstelle Naumburg an der Bundesautobahn 9 die nordöstlich von Goldschau liegt, sind es ca. 5 km.

## Kultur
Der Ort ist seit 2010 Sitz eines Heimatvereins.